# Amphicarpaea
Amphicarpaea es un género de plantas fanerógamas perteneciente a la familia Fabaceae. Es originario de las regiones templadas y tropicales de Asia. Comprende 50 especies descritas y de estas, solo 4 aceptadas.
Está clasificado en la subtribu Glycininae y está estrechamente relacionado con  Glycine y Teramnus:

|  | Amphicarpaea                                         |
|  |                                                      |
|  | \| \| Glycine \| \| \| \| \| \| Teramnus \| \| \| \| |
|  |                                                      |
|  | Glycine                                              |
|  |                                                      |
|  | Teramnus                                             |
|  |                                                      |

## Taxonomía
El género fue descrito por Elliott ex Nutt. y publicado en The Genera of North American Plants 2: 113–114. 1818. La especie tipo es:  Amphicarpaea monoica Nutt. 

## Especies aceptadas
A continuación se brinda un listado de las especies del género Amphicarpaea aceptadas hasta julio de 2014, ordenadas alfabéticamente. Para cada una se indica el nombre binomial seguido del autor, abreviado según las convenciones y usos.	
- Amphicarpaea africana (Hook.f.) Harms
- Amphicarpaea bracteata (L.) Fernald
- Amphicarpaea ferruginea Benth.
- Amphicarpaea linearis Chun & T.Chen